# انتصاب البظر
الانتصاب البظري هو ظاهرة فسيولوجية حيث يزداد حجم البظر ويصبح ثابتًا. انتصاب البظر ما هو إلا نتيجة لتفاعل معقد للعديد من العوامل النفسية والعصبية والأوعية الدموية والغدد الصماء، وعادة، وإن لم يكن حصرًا، يكون مرتبطًا بالاستثارة الجنسية.

## الآلية الفسيولوجية
يماثل البظر في الأنثى القضيب في الذكر. ويختلف الجزء المرئي في الخارج من حيث الحجم من بضعة ملليمترات إلى سنتيمتر واحد ويقع في الجزء العلوي من الشفة الشفرية. يمكن أن يزيد أي نوع من الحركة من تدفق الدم لهذا الجهاز وهذا يؤدي إلى زيادة الإفرازات التي تُلين المهبل.

التشريح الداخلي لفرج الإنسان، مع غطاء البظر والشفرين الصغيرين مُشار إليهما بخطوط.

توجد هناك العديد من الطرق لتحفيز البظر. يحدث الانتصاب البظري عندما يمتلأ الكهف الكهفي، وهما هيكلين قابلين للانتصاب، بالدم. وهذا قد ينجم عن أي من المحفزات الفسيولوجية المختلفة، بما في ذلك الإثارة الجنسية. خلال الإثارة الجنسية، يتم زيادة تدفق الدم الشرياني إلى البظر، وترتخي العضلات الشبكية داخل البظر مما يسمح للدم بإقحام أنسجة الانتصاب. يزداد الضغط بالعضلة البصلية الكهفية والعضلة الوركية المتكهفة مما يؤدي لحبس الدم بالبظر. على وجه التحديد، والبظر لديه 2 المجاورة الانتصاب الأنسجة الانتصاب الكهفي (الجسم الكهفي البظري) الذي يشكل الجسم الرئيسي الذي يربط حشفة البظر. وهناك أيضا شريط من أنسجة الانتصاب (على غرار وضع العضلة الكهفية في الذكور) على طول السطح البطني لتلك العضلة الذي يربط حشفة البظر إلى الصوار من المصابيح الدهليزية. الجسم الرئيسي للجسم المتكهف مع الجسم البطني الانتصاب قطاع الأنسجة يشكلون رمح، الذي يكون مرتبطًا إلى حشفة البظر. يحيط الغلالة البيضاء، والغمد المرن الليفي، بالرمح وحشفة البظر. و لا تحيط الغلالة البيضاء بصابيح الدهليز. تتكون أنسجة الانتصاب من المساحات الوعائية المبطنة البطانة في مصفوفة شبكية، مع المساحات الوعائية المبطنة البطانة محاطة العضلات الملساء قادرة على الانكماش والاسترخاء. خلال الإثارة الجنسية، يتم زيادة تدفق الدم الشرياني إلى البظر، وترتخي العضلات الشبكية داخل البظر مما يسمح للدم بإقحام أنسجة الانتصاب. يزداد الضغط بالعضلة البصلية الكهفية والعضلة الوركية المتكهفة مما يؤدي لحبس الدم بالبظر. تمتد هذه العملية إلى الغلالة البيضاء. ونتيجةً لذلك، يميل البظر لاستيعاب زيادة الضغط داخل الجافية. تتكون الغلالة البيضاء للبظر من طبقة واحدة مما يجعلها أكثر مرونة من الغلالة البيضاء لللقضيب، والذي يتكون من طبقتين.
يشرح إريك يانسن (2007) في هذا التقرير أن "الجسم الكهفي من البظر يشبه إلى حد كبير ذلك الخاص بالقضيب إلا أنه لا توجد طبقة تحت غلالية بين الغلالة البيضاء وأنسجة الانتصاب في القضيب. تنتصب الأنسجة في القضيب الذكري مع تدفق الدم خلال الإثارة الجنسية ويصبح مضغوطًا ضد الغلالة التي لا تنضب، مما يخلق صلابة القضيب - الانتصاب الحقيقي. يدل غياب هذه الضفيرة في البظر على أنه في حين وجود إمكانية انتصاب الجهاز التناسلي الأنثوي، إلا إنه لا يمكن، أن يصل لتلك الدرجة التي يصل إليها القضيب ". [6] وبالإضافة إلى ذلك، تكون الغلالة البيضاء حول الحشفة أرقّ من تلك الموجودة حول الساق في كل من البظر والقضيب. وهذا يعطي الحشفة انتصابًا أقل بالنسبة للساق.